# Eothenomys luojishanensis
Eothenomys luojishanensis és una espècie de mamífer rosegador de la família dels cricètids. És endèmic de les muntanyes Luoji, a la província xinesa de Sichuan, on viu a altituds superiors a 3.000 msnm. Té una llargada de cap a gropa d'aproximadament 110 mm i la cua d'aproximadament 55 cm. El seu hàbitat natural són els avetars. El seu nom específic, luojishanensis, significa ‘de Luojishan’ en llatí.